# アレッド・ジョーンズ
アレッド・ジョーンズ（Aled Jones, 1970年12月29日 - ）は、ウェールズ北部の都市バンガー出身の歌手。現在はテレビ・タレントとして活躍しているが、1980年代に、地元の聖歌隊に入り、間もなく世界屈指の美声と非凡な歌唱力によって、ソロのボーイソプラノとして発掘された。英語圏を中心に、国際的にレコード売り上げ記録をはじき出した。
日本にその名が伝わったのは、本人が声変わりを迎えた1980年代中頃であったが、変声期以前の録音がTVCM（日産自動車グループなど）に利用されただけでなく、その整った容貌からアイドル視され、本人も日本のコマーシャルに出演した。
変声期を終えた後は、フィッシャー＝ディースカウなどに師事して声楽家を目指すが挫折。ミュージカル歌手への転向をはかるなどの苦節の末に芸能界入りし、現在はテレビリポーターとして活動するかたわら、歌手として再起を図っている。2001年に結婚して、2人の子供（娘と息子）の父親となった。娘は女優で歌手のエミリア・ジョーンズ。

## 経歴
9歳でバンゴール大聖堂の聖歌隊に加わり、それから2年で聖歌隊長に上り詰める。いちじるしく澄んだ美声は、地方のレコード会社セイン（Sain）の注目を惹き、録音契約を結ぶ。アニメ映画『スノーマン』（レイモンド・ブリッグズ原作）の主題歌、「ウォーキング・イン・ジ・エアー」を録音し、そのレコードがヒットチャートを駆け抜けたことでとりわけ有名になったが、映画で実際に主題歌を歌っているのは、セント・ポール大聖堂聖歌隊員のピーター・オーティである。
1985年にはマイク・オールドフィールドのシングル「Pictures in the Dark」に参加。アニタ・ヘジャーランドと共にミュージックビデオにも出演している。
16歳で声変わりを迎えたことにより、録音活動から一時的に退いたが、それまでにローマ教皇ヨハネ・パウロ2世や英国女王エリザベス2世への御前演奏に参加し、テレビのさまざまな子供番組にも出演していた。クラシックの音楽家として最初に、ポピュラー音楽のヒットチャートにアルバムが2枚同時にチャート入りするなどの記録を誇っている。
変声期の後に、王立音楽アカデミーやブリストル・オールド・ヴィック附属演劇学校に進学、1995年のミュージカルで主役を射止め、ランカシャーへのツアーの際に、未来の妻クレア・ファセットと出逢う。現在の声域はリリック・バリトンだが、テノール歌手として活動したいとの意欲を示している。録音活動も再開した。
アレッド・ジョーンズの録音は、ほとんどのレパートリーが宗教曲やスピリチュアルであり、これまでに16点のアルバムがある。そのうち多くが英国や豪州でゴールド・ディスクやプラチナ・ディスクに輝いている。
現在は、英国のBBCラジオやClassic FMでのいくつかの番組、ITVのモーニングショーなどの司会進行を務めるほか、故郷ウェールズでラジオ番組やテレビ番組に出演、コメディ番組でコントを演じるなどで親しまれている。2004年には、イギリスの著名な舞踏家リリヤ・コプィロヴァをパートナーに、BBCの高視聴率番組Strictly Come Dancing（有名人が社交ダンスで競う番組）で競技に参加、第4位に入選した。これを機に体調管理と減量に取りくみ、少年時代の端麗な容姿を取り戻したとの評判である。